# Mino Martinazzoli
Fermo Mino Martinazzoli (Orzinuovi, 30 de noviembre de 1931 – Brescia, 4 de septiembre de 2011) fue un político democristiano italiano, ministro de la Democracia cristiana italiana y último secretario general de este partido. Fue senador desde 1972 hasta 1983 y diputado entre 1983 y 1992.
Inició su carrera política en Brescia en los años setenta en las filas de Democrazia Cristiana (DC). Fue subiendo escalafones en el partido, para finalmente ser elegido secretario general en 1992, en plena crisis política de los partidos tradicionales italianos. Muy afectado el partido por los escándalos de corrupción, Martinazzoli decidió disolver DC y recuperar el Partido Popular Italiano convirtiéndose en su primer secretario general.
En ese momento se creó en Italia un nuevo sistema mayoritario que favorecía a las coaliciones electorales. Por ello Matinazzoli situó al nuevo partido en un riguroso centro, además de manteniendo la esencia cristiana, colocándose como alternativa a las coaliciones de derecha e izquierda. Confiado en su política de alejamiento de las coaliciones mayoritarias, formó una propia con algunos partidos de centro. Tras las elecciones de 1994, donde consiguió el 15% de los votos, Martinazzoli dimitió, ya que consideraba que fue el culpable de los malos resultados.
Retornó a la política poco después, aceptando ser candidato en Brescia por El Olivo, coalición de centro-izquierda. Ganó las elecciones y se convirtió en el alcalde de dicha ciudad. En el 1995 en la división del Partido Popular Italiano sobre en que gran coalición integrase, Martinazzoli apoyaría la tesis de Gerardo Bianco de apoyar a Romano Prodi. También se presentó a la región de Lombardía pero cayó derrotado con un 32% de los votos.
Su partido, Partido Popular Italiano, desapareció en el 2002 integrándose en La Margarita. Martinazzoli no fue partidario de esto, ya que quería mantener una presencia autónoma de los democristianos. Así, se unió al Populares-UDEUR, partido dirigido por Clemente Mastella.